# Championnat d'Angleterre de football 2022-2023
Navigation
Édition précédente Édition suivante
La saison 2022-2023 de la Premier League est la 124e édition du championnat d'Angleterre de football et la 31e sous l'appellation Premier League. Le plus haut niveau du football professionnel anglais, organisé par la Football Association Premier League, oppose cette saison vingt clubs en une série de trente-huit rencontres jouées entre le 6 août 2022 et le 28 mai 2023.
Lors de cette saison, le champion Manchester City défend son titre face à dix-neuf autres équipes.
Cinq places pour les compétitions européennes sont attribuées par le biais du championnat : quatre places en Ligue des champions, et une en Ligue Europa. Les deux autres places européennes sont celles du vainqueur de la Coupe d'Angleterre qui est qualificative pour la Ligue Europa et de la Coupe de la Ligue qui est qualificative pour la Ligue Europa Conférence. Les trois derniers du championnat sont relégués en deuxième division et sont remplacés par les trois promus de cette même division pour l'édition suivante.
Manchester City remporte son 9e titre de champion d'Angleterre.

## Résumé de la saison
La saison a commencé avec une série de cinq matchs sans défaite pour Arsenal avant qu'ils ne jouent contre Manchester United à Old Trafford où ils ont perdu 3–1. Manchester City a bien commencé la saison, ayant signé l'attaquant Erling Haaland; ils ont entamé une série de neuf matchs sans défaite avant de perdre à Liverpool en octobre. Arsenal était en tête du classement pour une bonne partie de la saison, avec une avance de cinq points sur Manchester City en mars. Cependant, une série de trois matchs nuls consécutifs a permis à City de réduire leur avance, et une victoire 4–1 au Etihad Stadium leur a permis de prendre le contrôle. La défaite 1-0 d'Arsenal à l'extérieur contre Nottingham Forest a confirmé le titre de champion de la ligue pour Manchester City le 20 mai 2023. Le trophée de la Premier League a été présenté à Manchester City le 21 mai 2023.
Manchester United a fait son retour en Ligue des Champions lors de la première saison d'Erik ten Hag en tant que manager du club, en plus de remporter la Carabao Cup. Newcastle United s'est qualifié pour la Ligue des Champions pour la première fois en 20 ans, leur meilleure performance depuis que Sir Bobby Robson était le manager du club. Liverpool a connu une saison difficile et a terminé 5e, manquant ainsi la qualification pour la Ligue des Champions pour la première fois depuis la saison 2015–16, bien qu'ils aient remporté une victoire de 7–0 contre leurs rivaux de Manchester United le 5 mars 2023.
Malgré des dépenses de plus de 600 millions de livres sterling pour de nouveaux transferts sous le nouveau consortium BlueCo dirigé par Todd Boehly, Chelsea a connu l'une de ses pires saisons de Premier League à ce jour, avec les Blues terminant dans la deuxième moitié du tableau après avoir limogé Thomas Tuchel puis Graham Potter et nommé Frank Lampard comme manager intérimaire. Ils ont fini 12es, leur plus mauvaise place en ligue depuis la saison 1993–94, et n'ont accumulé que 44 points – leur plus bas total en une saison de Premier League.
Brighton & Hove Albion a perdu son entraîneur Potter au profit de Chelsea en septembre, mais son successeur Roberto De Zerbi a conduit le club à une 6e place, un record pour le club, et s'est qualifié pour la Ligue Europa, la première qualification européenne de l'histoire du club.
Aston Villa a obtenu une qualification pour le football européen pour la première fois depuis la saison 2009–10; un début de saison indifférent a vu le départ de l'entraîneur Steven Gerrard, mais son successeur Unai Emery, avec l'attaquant en forme Ollie Watkins, a permis à Villa de grimper au classement en seconde partie de saison pour terminer 7e et se qualifier pour la Ligue Europa Conférence. Tottenham Hotspur a connu une saison erratique, avec le départ de l'entraîneur Antonio Conte d'un commun accord en mars, quelques jours après avoir critiqué publiquement l'équipe lors d'une conférence de presse d'après-match. Il a été initialement remplacé par son assistant Cristian Stellini jusqu'à la fin de la saison, mais une mauvaise série, culminant avec une défaite 6–1 à Newcastle, où l'équipe était menée 5–0 après seulement 20 minutes, a conduit à son licenciement et à la nomination de Ryan Mason en tant que manager intérimaire. Tottenham a fini 8e, ne se qualifiant pas pour le football européen pour la première fois depuis la saison 2008–09, et terminant en dessous de leurs rivaux Arsenal en ligue pour la première fois depuis la saison 2015–16.
Bournemouth, qui étaient donnés favoris pour la relégation en début de saison (notamment après une défaite 9–0 à Anfield contre Liverpool à la fin août, ce qui a conduit au licenciement de l'entraîneur Scott Parker peu après), a déjoué les pronostics en évitant la relégation, Gary O'Neil, d'abord par intérim, puis en tant qu'entraîneur permanent, guidant l'équipe vers le maintien. Nottingham Forest a battu le record du plus grand nombre de recrues en une saison de Premier League avec 21, et une série de victoires à domicile en fin de saison contre Brighton, Southampton et Arsenal a assuré le maintien. Le dernier club promu, Fulham, a réussi son retour en première division en terminant à la 10e place.
Southampton a été la première équipe reléguée le 13 mai, finissant 20e après onze années consécutives en première division. Lors de la dernière journée de la saison, deux places de relégation restaient à confirmer, avec Everton, Leeds United et Leicester City tous potentiellement menacés de relégation. Leeds n'a pas réussi à répéter leur évasion de dernière minute de la saison précédente et a également été relégué, finissant 19e, après trois ans de retour en première division. Leicester a été la troisième équipe reléguée, finissant 18e, après neuf années de présence dans la division, et seulement sept ans après avoir été couronnée championne, devenant seulement la deuxième équipe après Blackburn Rovers à être reléguée en tant qu'ancienne équipe championne de la Premier League. Pendant ce temps, Everton a échappé à la relégation de la Premier League lors de la dernière journée, prolongeant leur séjour en première division à soixante-dix années consécutives pour la saison prochaine,.

### Développements
À partir de la saison 2022-23, les clubs sont autorisés à effectuer cinq remplacements au lieu de trois. Ces substitutions peuvent être effectuées lors de trois interruptions de jeu, et en plus à la mi-temps, conformément aux autres grandes ligues européennes - Serie A, La Liga, Ligue 1 et la Bundesliga.
Il y a eu une pause en milieu de saison pour la Coupe du Monde de la FIFA 2022 au Qatar, avec les derniers matchs avant la pause joués le week-end du 12-13 novembre 2022 et les premiers matchs après la Coupe du Monde joués le 26 décembre 2022, après la finale de la Coupe du Monde le 18 décembre 2022.
Le 9 septembre 2022, tous les matches de Premier League prévus du 10 au 12 septembre ont été reportés en signe de respect à la suite du décès de la Reine Elizabeth II. La semaine suivante, trois matches de Premier League prévus pour les 17-18 septembre ont été reportés en raison des problèmes de maintien de l'ordre entourant les funérailles d'État de la Reine Elizabeth II le 19 septembre,,. Aussi, la même semaine, le match Arsenal contre Manchester City, prévu pour le 19 octobre, a été reporté pour accommoder le match de l'Arsenal en Ligue Europa contre PSV Eindhoven, qui a lui-même été reporté du 15 septembre au 20 octobre,,.

## Équipes participantes

### Participants et localisation
| \| Aston Villa Everton Leeds Leicester Liverpool Londres Man. City Man. United Newcastle Nottingham Southampton Wolverhampton Brighton & Hove Bournemouth \| Localisation des clubs engagés dans le championnat. |
| Aston Villa Everton Leeds Leicester Liverpool Londres Man. City Man. United Newcastle Nottingham Southampton Wolverhampton Brighton & Hove Bournemouth                                                           |

| Aston Villa Everton Leeds Leicester Liverpool Londres Man. City Man. United Newcastle Nottingham Southampton Wolverhampton Brighton & Hove Bournemouth |

| \| Arsenal Brentford Chelsea Crystal Palace Tottenham Hotspur West Ham United Fulham \| Clubs londoniens. |
| Arsenal Brentford Chelsea Crystal Palace Tottenham Hotspur West Ham United Fulham                         |

| Arsenal Brentford Chelsea Crystal Palace Tottenham Hotspur West Ham United Fulham |

- Phase de groupes de la Ligue des champions 2022-2023
- Phase de groupes de la Ligue Europa 2022-2023
- Tour de barrages de la Ligue Europa Conférence 2022-2023
- Promu de Championship

| Club                    | Présent depuis | Classement 2021-2022 | Entraîneur           | Depuis | Budget (M€) | Stade                     | Capacité théorique | Ville               | Saisons en première division |
| ----------------------- | -------------- | -------------------- | -------------------- | ------ | ----------- | ------------------------- | ------------------ | ------------------- | ---------------------------- |
| Manchester City         | 2002           | 1er                  | Pep Guardiola        | 2016   |             | Etihad Stadium            | 55 097             | Manchester          | 93                           |
| Liverpool FC            | 1962           | 2e                   | Jürgen Klopp         | 2015   |             | Anfield                   | 54 074             | Liverpool           | 107                          |
| Chelsea FC              | 1989           | 3e                   | Frank Lampard        | 2023   |             | Stamford Bridge           | 41 798             | Londres             | 87                           |
| Tottenham Hotspur       | 1978           | 4e                   | Ryan Mason (intérim) | 2023   |             | Tottenham Hotspur Stadium | 62 062             | Londres             | 87                           |
| Arsenal FC              | 1919           | 5e                   | Mikel Arteta         | 2019   |             | Emirates Stadium          | 60 704             | Londres             | 105                          |
| Manchester United       | 1975           | 6e                   | Erik ten Hag         | 2022   |             | Old Trafford              | 75 635             | Manchester          | 95                           |
| West Ham United         | 2012           | 7e                   | David Moyes          | 2019   |             | Stade de Londres          | 60 000             | Londres             | 65                           |
| Leicester City          | 2014           | 8e                   | Dean Smith           | 2019   |             | King Power Stadium        | 36 262             | Leicester           | 54                           |
| Brighton & Hove Albion  | 2017           | 9e                   | Roberto De Zerbi     | 2022   |             | AMEX Stadium              | 30 750             | Brighton            | 9                            |
| Wolverhampton Wanderers | 2018           | 10e                  | Julen Lopetegui      | 2022   |             | Molineux Stadium          | 31 700             | Wolverhampton       | 67                           |
| Newcastle United        | 2017           | 11e                  | Eddie Howe           | 2021   |             | St James' Park            | 52 405             | Newcastle upon Tyne | 90                           |
| Crystal Palace          | 2013           | 12e                  | Roy Hodgson          | 2023   |             | Selhurst Park             | 26 255             | Londres             | 22                           |
| Brentford FC            | 2021           | 13e                  | Thomas Frank         | 2018   |             | Gtech Community Stadium   | 17 250             | Londres             | 6                            |
| Aston Villa             | 2019           | 14e                  | Unai Emery           | 2022   |             | Villa Park                | 42 788             | Birmingham          | 108                          |
| Southampton FC          | 2012           | 15e                  | Rubén Sellés         | 2023   |             | St Mary's Stadium         | 32 505             | Southampton         | 45                           |
| Everton FC              | 1954           | 16e                  | Sean Dyche           | 2023   |             | Goodison Park             | 39 571             | Liverpool           | 119                          |
| Leeds United            | 2020           | 17e                  | Sam Allardyce        | 2023   |             | Elland Road               | 39 460             | Leeds               | 52                           |
| Fulham                  | 2022           | 1er (D2)             | Marco Silva          | 2021   |             | Craven Cottage            | 25 700             | Londres             | 27                           |
| AFC Bournemouth         | 2022           | 2e (D2)              | Gary O'Neil          | 2022   |             | Dean Court                | 11 464             | Bournemouth         | 5                            |
| Nottingham Forest       | 2022           | 4e (D2)              | Steve Cooper         | 2021   |             | City Ground               | 30 602             | Nottingham          | 56                           |

### Changements d'entraîneurs
| Club                    | Entraîneur partant | Motif du départ      | Date de départ   | Position   | Entraîneur arrivant    | Date d'arrivée    |
| ----------------------- | ------------------ | -------------------- | ---------------- | ---------- | ---------------------- | ----------------- |
| Manchester United       | Ralf Rangnick      | Fin de l'intérim     | 22 mai 2022      | Pré-saison | Erik ten Hag           | 22 mai 2022       |
| AFC Bournemouth         | Scott Parker       | Renvoi               | 30 août 2022     | 17e        | Gary O'Neil            | 30 août 2022      |
| Chelsea FC              | Thomas Tuchel      | Renvoi               | 7 septembre 2022 | 6e         | Graham Potter          | 8 septembre 2022  |
| Brighton & Hove Albion  | Graham Potter      | Signé par Chelsea FC | 8 septembre 2022 | 4e         | Roberto De Zerbi       | 18 septembre 2022 |
| Wolverhampton Wanderers | Bruno Lage         | Consentement mutuel  | 2 octobre 2022   | 18e        | Julen Lopetegui        | 5 novembre 2022   |
| Aston Villa             | Steven Gerrard     | Renvoi               | 20 octobre 2022  | 17e        | Unai Emery             | 24 octobre 2022   |
| Southampton             | Ralph Hasenhüttl   | Renvoi               | 7 novembre 2022  | 18e        | Nathan Jones (en)      | 10 novembre 2022  |
| Everton FC              | Frank Lampard      | Renvoi               | 23 janvier 2023  | 19e        | Sean Dyche             | 30 janvier 2023   |
| Leeds United            | Jesse Marsch       | Renvoi               | 6 février 2023   | 17e        | Javi Gracia            | 25 février 2023   |
| Southampton FC          | Nathan Jones (en)  | Renvoi               | 12 février 2023  | 20e        | Rubén Sellés           | 24 février 2023   |
| Crystal Palace          | Patrick Vieira     | Renvoi               | 17 mars 2023     | 12e        | Roy Hodgson            | 21 mars 2023      |
| Tottenham Hotspur       | Antonio Conte      | Consentement mutuel  | 26 mars 2023     | 4e         | Cristian Stellini (en) | 26 mars 2023      |
| Leicester City          | Brendan Rodgers    | Renvoi               | 2 avril 2023     | 19e        | Dean Smith             | 10 avril 2023     |
| Chelsea FC              | Graham Potter      | Renvoi               | 2 avril 2023     | 11e        | Frank Lampard          | 6 avril 2023      |

## Classement et résultats

### Règlement
Les équipes sont classées selon leur nombre de points, lesquels sont répartis comme suit : trois points pour une victoire, un point pour un match nul et zéro point pour une défaite. Pour départager les égalités, les critères suivants sont utilisés :
1. Différence de buts générale
2. Nombre de buts marqués
3. Résultats lors des confrontations directes (points, matchs gagnés, différence de buts, buts marqués, buts marqués à l'extérieur)

Si ces critères ne permettent pas de départager les équipes à égalité, celles-ci occupent la même place au classement officiel. Si deux équipes sont à égalité parfaite au terme du championnat et que le titre de champion, la qualification à une compétition européenne ou la relégation sont en jeu, les deux équipes doivent se départager au cours d'un ou plusieurs matchs d'appui disputés sur terrain neutre.

### Déroulement de la saison
Le 6 février 2023 la Football Association annonce l'ouverture d'une procédure disciplinaire à l'encontre de Manchester City. Le club est suspecté d'avoir enfreint les règlements financiers de la Premier League lors de neuf saisons consécutives de 2009 à 2018. Plus de 100 points du règlement auraient été enfreints sur cette période. Le club mancunien risque plusieurs types de sanction, depuis la perte de nombreux points au classement, jusqu'à l'exclusion de coupes européennes en passant par une relégation administrative.

### Classement
| Rang | Équipe                  | Pts | J  | G  | N  | P  | Bp | Bc | Diff |
| ---- | ----------------------- | --- | -- | -- | -- | -- | -- | -- | ---- |
| 1    | Manchester City T C C1  | 89  | 38 | 28 | 5  | 5  | 94 | 33 | +61  |
| 2    | Arsenal FC              | 84  | 38 | 26 | 6  | 6  | 88 | 43 | +45  |
| 3    | Manchester United L     | 75  | 38 | 23 | 6  | 9  | 58 | 43 | +15  |
| 4    | Newcastle United        | 71  | 38 | 19 | 14 | 5  | 68 | 33 | +35  |
| 5    | Liverpool FC S          | 67  | 38 | 19 | 10 | 9  | 75 | 47 | +28  |
| 6    | Brighton & Hove Albion  | 62  | 38 | 18 | 8  | 12 | 72 | 53 | +19  |
| 7    | Aston Villa             | 61  | 38 | 18 | 7  | 13 | 51 | 46 | +5   |
| 8    | Tottenham Hotspur       | 60  | 38 | 18 | 6  | 14 | 70 | 63 | +7   |
| 9    | Brentford FC            | 59  | 38 | 15 | 14 | 9  | 58 | 46 | +12  |
| 10   | Fulham FC P             | 52  | 38 | 15 | 7  | 16 | 55 | 53 | +2   |
| 11   | Crystal Palace          | 45  | 38 | 11 | 12 | 15 | 40 | 49 | -9   |
| 12   | Chelsea FC              | 44  | 38 | 11 | 11 | 16 | 38 | 47 | -9   |
| 13   | Wolverhampton Wanderers | 41  | 38 | 11 | 8  | 19 | 31 | 58 | -27  |
| 14   | West Ham United C4      | 40  | 38 | 11 | 7  | 20 | 42 | 55 | -13  |
| 15   | AFC Bournemouth P       | 39  | 38 | 11 | 6  | 21 | 37 | 71 | -34  |
| 16   | Nottingham Forest P     | 38  | 38 | 9  | 11 | 18 | 38 | 68 | -30  |
| 17   | Everton FC              | 36  | 38 | 8  | 12 | 18 | 34 | 57 | -23  |
| 18   | Leicester City          | 34  | 38 | 9  | 7  | 22 | 51 | 68 | -17  |
| 19   | Leeds United            | 31  | 38 | 7  | 10 | 21 | 48 | 78 | -30  |
| 20   | Southampton FC          | 25  | 38 | 6  | 7  | 25 | 36 | 73 | -37  |

Qualifications européennes
Ligue des champions 2023-2024
- 1er à 4e : phase de groupes

Ligue Europa 2023-2024
- 5e, 6e et C4 : phase de groupes

Ligue Europa Conférence 2023-2024
- 7e : tour de barrages

Relégation
- 18e à 20e : relégation en Championship

Abréviations
- T : Tenant du titre
- C : Vainqueur de la FA Cup 2022-2023
- L : Vainqueur de la Coupe de la Ligue 2022-2023
- S : Vainqueur du Community Shield 2022
- C1 : Vainqueur de la Ligue des champions 2022-2023
- C4 : Vainqueur de la Ligue Europa Conférence 2022-2023
- P : Promu de Championship 2021-2022

### Matchs
| Résultats (▼dom., ►ext.)                                   | ARS | AST | BOU | BRE | BHA | CHE | CPA | EVE | FUL | LEE | LEI | LIV | MCI | MUN | NEW | NFO | SOU | TOT | WHU | WOL |
| Arsenal FC                                                 |     | 2-1 | 3-2 | 1-1 | 0-3 | 3-1 | 4-1 | 4-0 | 2-1 | 4-1 | 4-2 | 3-2 | 1-3 | 3-2 | 0-0 | 5-0 | 3-3 | 3-1 | 3-1 | 5-0 |
| Aston Villa                                                | 2-4 |     | 3-0 | 4-0 | 2-1 | 0-2 | 1-0 | 2-1 | 1-0 | 2-1 | 2-4 | 1-3 | 1-1 | 3-1 | 3-0 | 2-0 | 1-0 | 2-1 | 0-2 | 1-1 |
| AFC Bournemouth                                            | 0-3 | 2-0 |     | 0-0 | 0-2 | 1-3 | 0-2 | 3-0 | 2-1 | 4-1 | 2-1 | 1-0 | 1-4 | 0-1 | 1-1 | 1-1 | 0-1 | 2-3 | 0-4 | 0-0 |
| Brentford FC                                               | 0-3 | 1-1 | 2-0 |     | 2-0 | 0-0 | 1-1 | 1-1 | 3-2 | 5-2 | 1-1 | 3-1 | 1-0 | 4-0 | 1-2 | 2-1 | 3-0 | 2-2 | 2-0 | 1-1 |
| Brighton & Hove Albion                                     | 2-4 | 1-2 | 1-0 | 3-3 |     | 4-1 | 1-0 | 1-5 | 0-1 | 1-0 | 5-2 | 3-0 | 1-1 | 1-0 | 0-0 | 0-0 | 3-1 | 0-1 | 4-0 | 6-0 |
| Chelsea FC                                                 | 0-1 | 0-2 | 2-0 | 0-2 | 1-2 |     | 1-0 | 2-2 | 0-0 | 1-0 | 2-1 | 0-0 | 0-1 | 1-1 | 1-1 | 2-2 | 0-1 | 2-2 | 2-1 | 3-0 |
| Crystal Palace                                             | 0-2 | 3-1 | 2-0 | 1-1 | 1-1 | 1-2 |     | 0-0 | 0-3 | 2-1 | 2-1 | 0-0 | 0-1 | 1-1 | 0-0 | 1-1 | 1-0 | 0-4 | 4-3 | 2-1 |
| Everton FC                                                 | 1-0 | 0-2 | 1-0 | 1-0 | 1-4 | 0-1 | 3-0 |     | 1-3 | 1-0 | 0-2 | 0-0 | 0-3 | 1-2 | 1-4 | 1-1 | 1-2 | 1-1 | 1-0 | 1-2 |
| Fulham FC                                                  | 0-3 | 3-0 | 2-2 | 3-2 | 2-1 | 2-1 | 2-2 | 0-0 |     | 2-1 | 5-3 | 2-2 | 1-2 | 1-2 | 1-4 | 2-0 | 2-1 | 0-1 | 0-1 | 1-1 |
| Leeds United                                               | 0-1 | 0-0 | 4-3 | 0-0 | 2-2 | 3-0 | 1-5 | 1-1 | 2-3 |     | 1-1 | 1-6 | 1-3 | 0-2 | 2-2 | 2-1 | 1-0 | 1-4 | 2-2 | 2-1 |
| Leicester City                                             | 0-1 | 1-2 | 0-1 | 2-2 | 2-2 | 1-3 | 0-0 | 2-2 | 0-1 | 2-0 |     | 0-3 | 0-1 | 0-1 | 0-3 | 4-0 | 1-2 | 4-1 | 2-1 | 2-1 |
| Liverpool FC                                               | 2-2 | 1-1 | 9-0 | 1-0 | 3-3 | 0-0 | 1-1 | 2-0 | 1-0 | 1-2 | 2-1 |     | 1-0 | 7-0 | 2-1 | 3-2 | 3-1 | 4-3 | 1-0 | 2-0 |
| Manchester City                                            | 4-1 | 3-1 | 4-0 | 1-2 | 3-1 | 1-0 | 4-2 | 1-1 | 2-1 | 2-1 | 3-1 | 4-1 |     | 6-3 | 2-0 | 6-0 | 4-0 | 4-2 | 3-0 | 3-0 |
| Manchester United                                          | 3-1 | 1-0 | 3-0 | 1-0 | 1-2 | 4-1 | 2-1 | 2-0 | 2-1 | 2-2 | 3-0 | 2-1 | 2-1 |     | 0-0 | 3-0 | 0-0 | 2-0 | 1-0 | 2-0 |
| Newcastle United                                           | 0-2 | 4-0 | 1-1 | 5-1 | 4-1 | 1-0 | 0-0 | 1-0 | 1-0 | 0-0 | 0-0 | 0-2 | 3-3 | 2-0 |     | 2-0 | 3-1 | 6-1 | 1-1 | 2-1 |
| Nottingham Forest                                          | 1-0 | 1-1 | 2-3 | 2-2 | 3-1 | 1-1 | 1-0 | 2-2 | 2-3 | 1-0 | 2-0 | 1-0 | 1-1 | 0-2 | 1-2 |     | 4-3 | 0-2 | 1-0 | 1-1 |
| Southampton FC                                             | 1-1 | 0-1 | 0-1 | 0-2 | 1-3 | 2-1 | 0-2 | 1-2 | 0-2 | 2-2 | 1-0 | 4-4 | 1-4 | 0-1 | 1-4 | 0-1 |     | 3-3 | 1-1 | 1-2 |
| Tottenham Hotspur                                          | 0-2 | 0-2 | 2-3 | 1-3 | 2-1 | 2-0 | 1-0 | 2-0 | 2-1 | 4-3 | 6-2 | 1-2 | 1-0 | 2-2 | 1-2 | 3-1 | 4-1 |     | 2-0 | 1-0 |
| West Ham United                                            | 2-2 | 1-1 | 2-0 | 0-2 | 0-2 | 1-1 | 1-2 | 2-0 | 3-1 | 3-1 | 0-2 | 1-2 | 0-2 | 1-0 | 1-5 | 4-0 | 1-0 | 1-1 |     | 2-0 |
| Wolverhampton Wanderers                                    | 0-2 | 1-0 | 0-1 | 2-0 | 2-3 | 1-0 | 2-0 | 1-1 | 0-0 | 2-4 | 0-4 | 3-0 | 0-3 | 0-1 | 1-1 | 1-0 | 1-0 | 1-0 | 1-0 |     |
| - Victoire à domicile - Match nul - Victoire à l'extérieur |     |     |     |     |     |     |     |     |     |     |     |     |     |     |     |     |     |     |     |     |

### Domicile et extérieur
| Rang | Équipe                  | Pts | J  | G  | N | P  | Bp | Bc | Diff |
| ---- | ----------------------- | --- | -- | -- | - | -- | -- | -- | ---- |
| 1    | Manchester City         | 52  | 19 | 17 | 1 | 1  | 60 | 17 | +43  |
| 2    | Manchester United       | 45  | 18 | 14 | 3 | 1  | 34 | 9  | +25  |
| 3    | Liverpool FC            | 44  | 19 | 13 | 5 | 1  | 46 | 17 | +29  |
| 4    | Arsenal FC              | 42  | 18 | 12 | 3 | 2  | 48 | 25 | +23  |
| 5    | Newcastle United        | 39  | 19 | 11 | 6 | 2  | 36 | 14 | +22  |
| 6    | Tottenham Hotspur       | 37  | 19 | 12 | 1 | 6  | 37 | 25 | +12  |
| 7    | Aston Villa             | 35  | 18 | 11 | 2 | 5  | 31 | 20 | +11  |
| 8    | Brighton & Hove Albion  | 34  | 19 | 10 | 4 | 5  | 37 | 21 | +16  |
| 9    | Brentford FC            | 34  | 18 | 9  | 7 | 2  | 34 | 18 | +16  |
| 10   | Nottingham Forest       | 30  | 19 | 8  | 6 | 5  | 27 | 24 | +3   |
| 11   | Wolverhampton Wanderers | 30  | 19 | 9  | 3 | 7  | 19 | 20 | -1   |
| 12   | Fulham FC               | 29  | 19 | 8  | 5 | 6  | 31 | 29 | +2   |
| 13   | West Ham United         | 28  | 19 | 8  | 4 | 7  | 26 | 24 | +2   |
| 14   | Crystal Palace          | 27  | 18 | 7  | 6 | 5  | 20 | 22 | -2   |
| 15   | Chelsea FC              | 24  | 18 | 6  | 6 | 6  | 19 | 18 | +1   |
| 16   | Leeds United            | 22  | 18 | 5  | 7 | 6  | 25 | 33 | -8   |
| 17   | AFC Bournemouth         | 22  | 19 | 6  | 4 | 9  | 20 | 28 | -8   |
| 18   | Everton FC              | 18  | 18 | 5  | 3 | 10 | 15 | 27 | -12  |
| 19   | Leicester City          | 16  | 18 | 4  | 4 | 10 | 21 | 26 | -5   |
| 20   | Southampton FC          | 10  | 18 | 2  | 4 | 12 | 15 | 33 | -18  |

| Rang | Équipe                  | Pts | J  | G  | N | P  | Bp | Bc | Diff |
| ---- | ----------------------- | --- | -- | -- | - | -- | -- | -- | ---- |
| 1    | Arsenal FC              | 39  | 19 | 12 | 3 | 4  | 35 | 18 | +17  |
| 2    | Manchester City         | 37  | 18 | 11 | 4 | 3  | 34 | 15 | +19  |
| 3    | Newcastle United        | 31  | 18 | 8  | 7 | 3  | 31 | 18 | +13  |
| 4    | Brighton & Hove Albion  | 28  | 18 | 8  | 4 | 6  | 34 | 30 | +4   |
| 5    | Manchester United       | 27  | 19 | 8  | 3 | 8  | 22 | 33 | -11  |
| 6    | Fulham FC               | 23  | 18 | 7  | 2 | 9  | 23 | 22 | +1   |
| 7    | Aston Villa             | 23  | 19 | 6  | 5 | 8  | 18 | 25 | -7   |
| 8    | Liverpool FC            | 22  | 18 | 6  | 4 | 8  | 25 | 26 | -1   |
| 9    | Brentford FC            | 22  | 19 | 5  | 7 | 7  | 23 | 28 | -5   |
| 10   | Tottenham Hotspur       | 20  | 18 | 5  | 5 | 8  | 29 | 37 | -8   |
| 11   | Chelsea FC              | 19  | 19 | 5  | 4 | 10 | 18 | 28 | -10  |
| 12   | Crystal Palace          | 17  | 19 | 4  | 5 | 10 | 19 | 26 | -7   |
| 13   | AFC Bournemouth         | 17  | 18 | 5  | 2 | 11 | 17 | 42 | -25  |
| 14   | Everton FC              | 15  | 19 | 2  | 9 | 8  | 18 | 30 | -12  |
| 15   | Leicester City          | 15  | 19 | 4  | 3 | 12 | 28 | 41 | -13  |
| 16   | Southampton FC          | 14  | 18 | 4  | 2 | 12 | 16 | 33 | -17  |
| 17   | West Ham United         | 12  | 18 | 3  | 3 | 12 | 15 | 29 | -14  |
| 18   | Wolverhampton Wanderers | 11  | 18 | 2  | 5 | 11 | 12 | 33 | -21  |
| 19   | Leeds United            | 9   | 18 | 2  | 3 | 13 | 21 | 38 | -17  |
| 20   | Nottingham Forest       | 7   | 18 | 1  | 4 | 13 | 10 | 43 | -33  |

## Statistiques

### Évolution du classement
Le tableau suivant récapitule le classement au terme de chacune des journées définies par le calendrier officiel.
| Journée →/Équipe ↓ | 1  | 2  | 3  | 4  | 5  | 6  | 7  | 8  | 9  | 10 | 11 | 12 | 13 | 14 | 15 | 16 | 17 | 18 | 19 | 20 | 21 | 22 | 23 | 24 | 25 | 26 | 27 | 28 | 29 | 30 | 31 | 32 | 33 | 34 | 35 | 36 | 37 | 38 | 1er | rel. |
| ------------------ | -- | -- | -- | -- | -- | -- | -- | -- | -- | -- | -- | -- | -- | -- | -- | -- | -- | -- | -- | -- | -- | -- | -- | -- | -- | -- | -- | -- | -- | -- | -- | -- | -- | -- | -- | -- | -- | -- | --- | ---- |
| Arsenal            | 2  | 2  | 1  | 1  | 1  | 1  | 1  | 1  | 1  | 1  | 1  | 1  | 1  | 1  | 1  | 1  | 1  | 1  | 1  | 1  | 1  | 1  | 2  | 1  | 1  | 1  | 1  | 1  | 1  | 1  | 1  | 1  | 1  | 2  | 2  | 2  | 2  | 2  | 30  |      |
| Aston Villa        | 16 | 9  | 13 | 15 | 19 | 17 | 15 | 14 | 16 | 16 | 17 | 15 | 16 | 13 | 12 | 12 | 12 | 11 | 11 | 11 | 11 | 11 | 11 | 11 | 11 | 11 | 11 | 11 | 7  | 6  | 6  | 6  | 6  | 8  | 8  | 8  | 7  | 7  |     | 1    |
| Bournemouth        | 3  | 11 | 15 | 17 | 16 | 13 | 12 | 13 | 8  | 10 | 12 | 14 | 14 | 17 | 14 | 14 | 15 | 16 | 16 | 17 | 18 | 19 | 19 | 17 | 19 | 20 | 18 | 19 | 18 | 15 | 14 | 15 | 14 | 13 | 14 | 14 | 15 | 15 |     | 8    |
| Brentford          | 9  | 3  | 8  | 10 | 11 | 8  | 9  | 10 | 11 | 9  | 10 | 11 | 11 | 11 | 10 | 10 | 10 | 9  | 9  | 8  | 8  | 7  | 8  | 9  | 9  | 9  | 8  | 8  | 9  | 9  | 9  | 10 | 9  | 9  | 9  | 9  | 9  | 9  |     |      |
| Brighton           | 6  | 8  | 5  | 4  | 4  | 4  | 4  | 4  | 7  | 7  | 8  | 9  | 8  | 6  | 7  | 7  | 9  | 8  | 8  | 7  | 6  | 6  | 6  | 7  | 8  | 8  | 7  | 7  | 6  | 7  | 7  | 8  | 8  | 6  | 7  | 6  | 6  | 6  |     |      |
| Chelsea            | 8  | 7  | 12 | 6  | 10 | 6  | 7  | 5  | 4  | 4  | 4  | 5  | 6  | 7  | 8  | 8  | 8  | 10 | 10 | 10 | 10 | 9  | 10 | 10 | 10 | 10 | 10 | 10 | 11 | 11 | 11 | 11 | 11 | 12 | 11 | 11 | 12 | 12 |     |      |
| Crystal Palace     | 17 | 15 | 9  | 12 | 13 | 15 | 16 | 17 | 15 | 13 | 11 | 13 | 10 | 10 | 11 | 11 | 11 | 12 | 12 | 12 | 12 | 12 | 12 | 12 | 12 | 12 | 12 | 12 | 12 | 12 | 12 | 12 | 12 | 11 | 12 | 12 | 11 | 11 |     |      |
| Everton            | 15 | 18 | 17 | 18 | 17 | 16 | 13 | 11 | 12 | 14 | 15 | 12 | 12 | 16 | 17 | 17 | 16 | 18 | 18 | 19 | 19 | 18 | 18 | 16 | 18 | 18 | 15 | 15 | 16 | 17 | 17 | 18 | 19 | 19 | 17 | 17 | 17 | 17 |     | 11   |
| Fulham             | 10 | 13 | 7  | 11 | 8  | 10 | 6  | 8  | 9  | 11 | 9  | 7  | 7  | 9  | 9  | 9  | 7  | 7  | 6  | 6  | 7  | 8  | 7  | 6  | 7  | 7  | 9  | 9  | 10 | 10 | 10 | 9  | 10 | 10 | 10 | 10 | 10 | 10 |     |      |
| Leeds United       | 7  | 6  | 3  | 5  | 7  | 9  | 11 | 12 | 14 | 15 | 16 | 18 | 15 | 12 | 15 | 15 | 14 | 14 | 14 | 14 | 15 | 16 | 17 | 19 | 17 | 17 | 19 | 14 | 13 | 16 | 16 | 16 | 16 | 17 | 19 | 18 | 19 | 19 |     | 7    |
| Leicester City     | 11 | 17 | 19 | 20 | 20 | 20 | 20 | 19 | 20 | 19 | 19 | 17 | 18 | 14 | 13 | 13 | 13 | 13 | 13 | 15 | 14 | 14 | 13 | 14 | 14 | 15 | 16 | 17 | 19 | 19 | 19 | 17 | 18 | 16 | 18 | 19 | 18 | 18 |     | 18   |
| Liverpool          | 12 | 12 | 16 | 9  | 6  | 7  | 8  | 9  | 10 | 8  | 7  | 8  | 9  | 8  | 6  | 6  | 6  | 6  | 7  | 9  | 9  | 10 | 9  | 8  | 6  | 5  | 6  | 6  | 8  | 8  | 8  | 7  | 7  | 5  | 5  | 5  | 5  | 5  |     |      |
| Man.City           | 4  | 1  | 2  | 2  | 2  | 2  | 2  | 2  | 2  | 2  | 2  | 2  | 2  | 2  | 2  | 2  | 2  | 2  | 2  | 2  | 2  | 2  | 1  | 2  | 2  | 2  | 2  | 2  | 2  | 2  | 2  | 2  | 2  | 1  | 1  | 1  | 1  | 1  | 7   |      |
| Man.United         | 13 | 20 | 14 | 8  | 5  | 5  | 5  | 6  | 5  | 5  | 5  | 6  | 5  | 5  | 5  | 5  | 4  | 4  | 4  | 3  | 4  | 3  | 3  | 3  | 3  | 3  | 3  | 3  | 4  | 4  | 3  | 4  | 4  | 4  | 4  | 4  | 3  | 3  |     | 1    |
| Newcastle          | 5  | 5  | 6  | 7  | 12 | 11 | 10 | 7  | 6  | 6  | 6  | 4  | 4  | 3  | 3  | 3  | 3  | 3  | 3  | 4  | 3  | 4  | 4  | 5  | 5  | 6  | 5  | 5  | 3  | 3  | 4  | 3  | 3  | 3  | 3  | 3  | 4  | 4  |     |      |
| Nottingham         | 18 | 10 | 10 | 14 | 15 | 19 | 19 | 20 | 19 | 20 | 20 | 20 | 20 | 20 | 18 | 19 | 18 | 15 | 15 | 13 | 13 | 13 | 14 | 13 | 13 | 14 | 14 | 16 | 17 | 18 | 18 | 19 | 17 | 18 | 16 | 16 | 16 | 16 |     | 17   |
| Southampton        | 20 | 16 | 11 | 13 | 9  | 12 | 14 | 16 | 17 | 18 | 14 | 16 | 17 | 18 | 19 | 20 | 20 | 20 | 20 | 20 | 20 | 20 | 20 | 20 | 20 | 19 | 20 | 20 | 20 | 20 | 20 | 20 | 20 | 20 | 20 | 20 | 20 | 20 |     | 27   |
| Tottenham          | 1  | 4  | 4  | 3  | 3  | 3  | 3  | 3  | 3  | 3  | 3  | 3  | 3  | 4  | 4  | 4  | 5  | 5  | 5  | 5  | 5  | 5  | 5  | 4  | 4  | 4  | 4  | 4  | 5  | 5  | 5  | 5  | 5  | 7  | 6  | 7  | 8  | 8  | 1   |      |
| West Ham           | 19 | 19 | 20 | 16 | 14 | 18 | 18 | 15 | 13 | 12 | 13 | 10 | 13 | 15 | 16 | 16 | 17 | 17 | 17 | 18 | 16 | 17 | 16 | 18 | 16 | 16 | 17 | 18 | 15 | 14 | 15 | 13 | 15 | 15 | 15 | 15 | 14 | 14 |     | 8    |
| Wolverhampton      | 14 | 14 | 18 | 19 | 18 | 14 | 17 | 18 | 18 | 17 | 18 | 19 | 19 | 19 | 20 | 18 | 19 | 19 | 19 | 16 | 17 | 15 | 15 | 15 | 15 | 13 | 13 | 13 | 14 | 13 | 13 | 14 | 13 | 14 | 13 | 13 | 13 | 13 |     | 14   |

Les équipes comptant au moins un match en retard sont indiquées en gras et italiques.

### Meilleurs buteurs
|    | Buteur             | Club              | Buts |
| -- | ------------------ | ----------------- | ---- |
| 1  | Erling Haaland     | Manchester City   | 36   |
| 2  | Harry Kane         | Tottenham Hotspur | 30   |
| 3  | Ivan Toney         | Brentford         | 20   |
| 4  | Mohamed Salah      | Liverpool FC      | 19   |
| 5  | Callum Wilson      | Newcastle         | 18   |
| 6  | Marcus Rashford    | Manchester United | 16   |
| 7  | Gabriel Martinelli | Arsenal           | 15   |
| 7  | Martin Odegaard    | Arsenal FC        | 15   |
| 9  | Ollie Watkins      | Aston Villa       | 14   |
| 10 | Bukayo Saka        | Arsenal           | 13   |

| Source : Classement des buteurs sur le site de la Premier League |

### Meilleurs passeurs
|    | Passeurs               | Club                   | Passe |
| -- | ---------------------- | ---------------------- | ----- |
| 1  | Kevin De Bruyne        | Manchester City        | 16    |
| 2  | Mohamed Salah          | Liverpool FC           | 12    |
| 2  | Leandro Trossard       | Arsenal                | 12    |
| 4  | Riyad Mahrez           | Manchester City        | 10    |
| 4  | Michael Olise          | Crystal Palace         | 10    |
| 6  | James Madison          | Leicester City         | 9     |
| 7  | Trent Alexander-Arnold | Liverpool              | 8     |
| 7  | Bruno Fernandes        | Manchester United      | 8     |
| 7  | Ivan Perisic           | Tottenham Hotspur      | 8     |
| 7  | Andrew Robertson       | Liverpool              | 8     |
| 11 | Christian Eriksen      | Manchester United      | 7     |
| 11 | Morgan Gibbs-White     | Nottingham Forest      | 7     |
| 11 | Jack Grealish          | Manchester City        | 7     |
| 11 | Pascal Groß            | Brighton & Hove Albion | 7     |
| 11 | Erling Haaland         | Manchester City        | 7     |
| 11 | Jack Harrison          | Leeds United           | 7     |
| 11 | Alex Iwobi             | Everton                | 7     |
| 11 | Solly March            | Brighton & Hove Albion | 7     |
| 11 | Dominic Solanke        | Bournemouth            | 7     |

| Source : Classement des passeurs sur le site de la Premier League |

## Parcours en Coupes d'Europe
| Club              | Compétition             | Résultat            | Ultime(s) adversaire(s) |
| ----------------- | ----------------------- | ------------------- | ----------------------- |
| Manchester City   | Ligue des champions     | Vainqueur           | Inter Milan             |
| Chelsea FC        | Ligue des champions     | Quarts de finale    | Real Madrid             |
| Liverpool FC      | Ligue des champions     | Huitièmes de finale | Real Madrid             |
| Tottenham Hotspur | Ligue des champions     | Huitièmes de finale | AC Milan                |
| Manchester United | Ligue Europa            | Quarts de finale    | Séville FC              |
| Arsenal FC        | Ligue Europa            | Huitièmes de finale | Sporting CP             |
| West Ham United   | Ligue Europa Conférence | Vainqueur           | ACF Fiorentina          |

## Bilan de la saison
| Championnat d'Angleterre de football 2022-2023 |                            |
| Champion                                       | Manchester City (9e titre) |
| Dauphin                                        | Arsenal FC                 |
| Coupes et trophées                             |                            |
| Vainqueur de la Coupe de la Ligue 2022-2023    | Manchester United          |
| Vainqueur du Community Shield 2022             | Liverpool FC               |
| Qualifications continentales                   |                            |
| Ligue des champions 2023-2024                  | Manchester City            |
| Ligue des champions 2023-2024                  | Arsenal FC                 |
| Ligue des champions 2023-2024                  | Manchester United          |
| Ligue des champions 2023-2024                  | Newcastle United           |
| Ligue Europa 2023-2024                         | Liverpool FC               |
| Ligue Europa 2023-2024                         | Brighton & Hove Albion     |
| Ligue Europa 2023-2024                         | West Ham United            |
| Ligue Europa Conférence 2023-2024              | Aston Villa                |
| Promotions et relégations                      |                            |
| Promus en Premier League                       | Burnley FC                 |
| Promus en Premier League                       | Sheffield United           |
| Promus en Premier League                       | Luton Town FC              |
| Relégués en EFL Championship                   | Southampton FC             |
| Relégués en EFL Championship                   | Leeds United               |
| Relégués en EFL Championship                   | Leicester City             |

## Récompenses de la saison

### Récompenses mensuelles
Le tableau suivant récapitule les différents vainqueurs des titres honorifiques de joueur, d'entraîneur, de but ainsi que d'arrêt du mois.
| Mois      | Joueur du mois  | Joueur du mois    | Entraîneur du mois | Entraîneur du mois | But du mois         | But du mois             | Arrêt du mois     | Arrêt du mois     |
| Mois      | Joueur          | Club              | Entraîneur         | Club               | Joueur              | Club                    | Joueur            | Club              |
| --------- | --------------- | ----------------- | ------------------ | ------------------ | ------------------- | ----------------------- | ----------------- | ----------------- |
| Août      | Erling Haaland  | Manchester City   | Mikel Arteta       | Arsenal FC         | Allan Saint-Maximin | Newcastle United        | Nick Pope         | Newcastle United  |
| Septembre | Marcus Rashford | Manchester United | Erik ten Hag       | Manchester United  | Ivan Toney          | Brentford FC            | Jordan Pickford   | Everton FC        |
| Octobre   | Miguel Almirón  | Newcastle United  | Eddie Howe         | Newcastle United   | Miguel Almirón      | Newcastle United        | Kepa Arrizabalaga | Chelsea FC        |
| Décembre  | Martin Ødegaard | Arsenal FC        | Mikel Arteta       | Arsenal FC         | Demarai Gray        | Everton FC              | Gavin Bazunu      | Southampton FC    |
| Janvier   | Marcus Rashford | Manchester United | Mikel Arteta       | Arsenal FC         | Michael Olise       | Crystal Palace          | Nick Pope         | Newcastle United  |
| Février   | Marcus Rashford | Manchester United | Erik ten Hag       | Manchester United  | Wilian              | Fulham FC               | David de Gea      | Manchester United |
| Mars      | Bukayo Saka     | Arsenal FC        | Mikel Arteta       | Arsenal FC         | Jonny               | Wolverhampton Wanderers | Aaron Ramsdale    | Arsenal FC        |
| Avril     | Erling Haaland  | Manchester City   | Unai Emery         | Aston Villa FC     | Matheus Nunes       | Wolverhampton Wanderers | Aaron Ramsdale    | Arsenal FC        |

### Récompenses annuelles
| Prix                                             | Vainqueur         | Club                   |
| ------------------------------------------------ | ----------------- | ---------------------- |
| Entraîneur de la Saison de Premier League        | Pep Guardiola     | Manchester City        |
| Joueur de la Saison de Premier League            | Erling Haaland    | Manchester City        |
| Jeune Joueur De La Saison De Premier League (en) | Erling Haaland    | Manchester City        |
| But de la Saison de Premier League (en)          | Julio Enciso      | Brighton & Hove Albion |
| Arrêt de la Saison de Premier League (en)        | Kepa Arrizabalaga | Chelsea                |
| Joueur de l'Année PFA                            | Erling Haaland    | Manchester City        |
| Jeune Joueur de l'Année PFA (en)                 | Bukayo Saka       | Arsenal                |
| Joueur de l'Année FWA                            | Erling Haaland    | Manchester City        |

#### Équipe-type
Équipe-type de la PFA 2022-2023  :
- Gardien :

 Aaron Ramsdale (Arsenal FC)
- Défenseurs :

 Kieran Trippier (Newcastle United)
 Rúben Dias (Manchester City)
 John Stones (Manchester City)
 William Saliba (Arsenal FC)
- Milieux de terrain :

 Kevin De Bruyne (Manchester City)
 Rodri (Manchester City)
 Martin Ødegaard (Arsenal FC)
- Attaquants :

 Bukayo Saka (Arsenal FC)
 Erling Haaland (Manchester City)
 Harry Kane (Tottenham Hotspur)